# Мишен-Бей (Флорида)

## География
По данным Бюро переписи населения США статистически обособленная местность Мишен-Бей имеет общую площадь в 2,07 квадратных километров, водных ресурсов в черте населённого пункта не имеется.
Статистически обособленная местность Мишен-Бей расположена на высоте 4 м над уровнем моря.

## Демография
По данным переписи населения 2000 года в Мишен-Бей проживало 2926 человек, 846 семей, насчитывалось 1016 домашних хозяйств и 1108 жилых домов. Средняя плотность населения составляла около 1413,53 человек на один квадратный километр. Расовый состав населённого пункта распределился следующим образом: 92,69 % белых, 1,40 % — чёрных или афроамериканцев, 2,70 % — азиатов, 0,14 % — выходцев с тихоокеанских островов, 1,91 % — представителей смешанных рас, 1,16 % — других народностей. Испаноговорящие составили 9,88 % от всех жителей статистически обособленной местности.
Из 1016 домашних хозяйств в 46,7 % воспитывали детей в возрасте до 18 лет, 72,1 % представляли собой совместно проживающие супружеские пары, в 8,6 % семей женщины проживали без мужей, 16,7 % не имели семей. 13,4 % от общего числа семей на момент переписи жили самостоятельно, при этом 3,1 % составили одинокие пожилые люди в возрасте 65 лет и старше. Средний размер домашнего хозяйства составил 2,88 человек, а средний размер семьи — 3,18 человек.
Население статистически обособленной местности по возрастному диапазону по данным переписи 2000 года распределилось следующим образом: 29,6 % — жители младше 18 лет, 5,5 % — между 18 и 24 годами, 28,1 % — от 25 до 44 лет, 26,8 % — от 45 до 64 лет и 10,0 % — в возрасте 65 лет и старше. Средний возраст жителей составил 38 лет. На каждые 100 женщин в Мишен-Бей приходилось 93,6 мужчин, при этом на каждые сто женщин 18 лет и старше приходилось 90,9 мужчин также старше 18 лет.
Средний доход на одно домашнее хозяйство статистически обособленной местности составил 86 985 долларов США, а средний доход на одну семью — 92 013 долларов. При этом мужчины имели средний доход в 61 607 долларов США в год против 39 188 долларов среднегодового дохода у женщин. Доход на душу населения статистически обособленной местности составил 86 985 долларов в год. 2,1 % от всего числа семей в населённом пункте и 2,3 % от всей численности населения находилось на момент переписи населения за чертой бедности, при этом 3,1 % из них были моложе 18 лет и — в возрасте 65 лет и старше.